# Campionato Sammarinese (1988/1989)
W sezonie 1988/1989 rozegrano 4. edycję najwyższej klasy rozgrywkowej piłki nożnej w San Marino – Campionato Sammarinese. W sezonie brało udział 10 zespołów. Tytułu nie obroniła drużyna SP Tre Fiori. Nowym mistrzem San Marino został zespół SP Domagnano.

## Tabela
|    | Klub                | M  | Z | R | P  | Br+ | Br- | Pkt | Uwagi            |
| 1  | AC Libertas         | 18 | 9 | 7 | 2  | 32  | 14  | 25  | Turniej finałowy |
| 2  | SP La Fiorita       | 18 | 9 | 7 | 2  | 22  | 8   | 25  | Turniej finałowy |
| 3  | SP Domagnano        | 18 | 8 | 8 | 2  | 27  | 13  | 24  | Turniej finałowy |
| 4  | SC Faetano          | 18 | 8 | 5 | 5  | 26  | 17  | 21  | Turniej finałowy |
| 5  | GS Dogana           | 18 | 6 | 9 | 3  | 21  | 15  | 21  |                  |
| 6  | SS Folgore/Falciano | 18 | 6 | 7 | 5  | 22  | 19  | 19  |                  |
| 7  | SS Virtus           | 18 | 5 | 7 | 6  | 20  | 25  | 17  |                  |
| 8  | SP Tre Fiori        | 18 | 4 | 7 | 7  | 16  | 18  | 15  |                  |
| 9  | SS Montevito        | 18 | 4 | 3 | 11 | 15  | 37  | 11  | Spadek           |
| 10 | SS San Giovanni     | 18 | 2 | 2 | 14 | 11  | 38  | 6   | Spadek           |

## Turniej finałowy

### Pierwsza runda
- SC Faetano 0-0 (karne: 4-3) FC Domagnano
- SS Murata 2-0 SP Cailungo

### Druga runda
- FC Domagnano 0-0 (karne: 4-2) SS Murata
- SC Faetano 4-1 SP Cailungo

### Trzecia runda
- FC Domagnano 2-0 SS Murata
- SP La Fiorita 0-0 (karne: 5-4) SC Faetano

### Czwarta runda
- FC Domagnano 1-0 SC Faetano
- SP La Fiorita 1-0 AC Libertas

### Półfinał
- AC Libertas 0-1 FC Domagnano

### Finał
- FC Domagnano 2-1 SP La Fiorita